# Venetharjut
Venetharjut är en ö i Finland. Den ligger i sjön Venetjoen tekojärvi och i kommunen Karleby i den ekonomiska regionen  Karleby  och landskapet Mellersta Österbotten, i den centrala delen av landet, 400 km norr om huvudstaden Helsingfors. Öns area är 0,4 hektar och dess största längd är 210 meter i nord-sydlig riktning.